# ساندرو راميريز
ساندرو راميريز كاستيو (بالإسبانية: Sandro Ramírez؛ المولود 9 يوليو 1995) هو لاعب كرة قدم إسباني يلعب حاليًاِ مع نادي خيتافي في الدوري الإسباني مُعارًا من نادي هويسكا.
لعب في صغره مع نادي لاس بالماس ثم في 2009 انتقل إلى لا مسيا «أكاديمية شباب برشلونة». ثم في 2013 لعب مع نادي برشلونة بي وسجل هدفه الأول معهم في مرمى ريال مدريد كاستيا. لعب مع نادي برشلونة الأول في المباريات التحضيرية للنادي في بداية موسم 2013–14. لعب ساندرو مباراته الرسمية الأولى ضد فياريال وسجل هدف الفوز. انتقل عام 2016 إلى نادي مالقا.

## روابط خارجية
- ساندرو راميريز على موقع الاتحاد الدولي (مؤرشف)  (الإنجليزية)
- ساندرو راميريز على موقع الاتحاد الأوربي (الإنجليزية)
- ساندرو راميريز على موقع قاعدة بيانات كرة القدم.إي يو (الإنجليزية)
- ساندرو راميريز على موقع Soccerbase.com (لاعب) (الإنجليزية)
- ساندرو راميريز على موقع Soccerway.com (الإنجليزية)
- ساندرو راميريز على موقع عالم كرة القدم.نت (الإنجليزية)
- ساندرو راميريز على موقع AS.com (الإسبانية)